# 江涛 (1965年)
江涛（1965年—），男，安徽芜湖人，芜湖市第一中学教师，享受国务院政府特殊津贴专家，全国“十杰中小学中青年教师”。

## 生平
1965年出生于芜湖市，初中时在一次造火箭实验中发生意外失去双手，后通过假肢参加中考并考取重点中学芜湖一中。1982年考取安徽师范大学数学系，毕业后回芜湖一中从事数学教学工作。90年代初，随着计算机信息学的兴起转入计算机教学，1995年起担任信息学奥林匹克竞赛专职教练。指导学生在国际信息学奥林匹克竞赛中获得1金5银1铜的成绩。2007年被引进至佛山南海石门中学担任信息学竞赛教练。2021年重返芜湖一中，并成立“江涛名师工作室”。
曾获全国“十杰中小学中青年教师”、全国教育系统劳动模范、全国模范教师、全国五一劳动奖章、全国师德先进个人、全国优秀科技工作者、“NOI（全国青少年信息学奥林匹克竞赛）十大杰出指导老师”等荣誉称号，2004年10月获“国务院政府特殊津贴”。